# Carte de visite

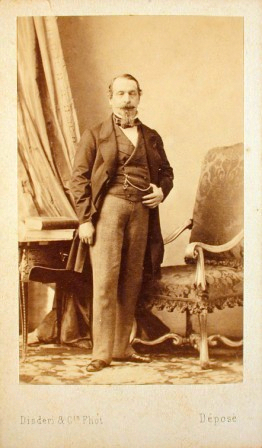
Napoleon III Bonaparte. Portret typu carte de visite autorstwa Disdériego, 1859

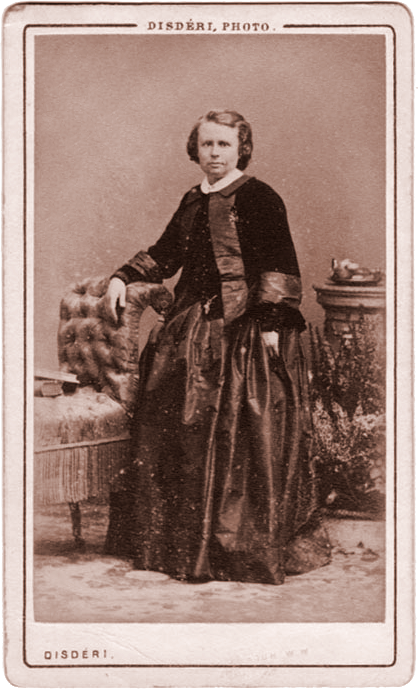
Rosa Bonheur. Portret typu carte de visite autorstwa Disdériego, ok. 1858

Carte de visite lub CDV – rodzaj fotografii o niewielkich rozmiarach (zazwyczaj ok. 6 × 9 cm), opatentowanej w Paryżu przez fotografa André Adolphe'a Eugène'a Disdériego w 1854 r. Zdjęcie, przyklejone do nieco większego kartonika, przedstawiało pojedynczego modela (rzadziej dwie lub grupę osób) na tle zasłony i specjalnego tła, w otoczeniu rekwizytów, takich jak meble czy kolumna. Portrety te wykonywano po kilka na jednej kliszy podczas jednego seansu, dzięki czemu cena jednej fotografii była stosunkowo niska. Pozy modela i towarzyszące mu akcesoria były zazwyczaj mocno skonwencjonalizowane. W formacie tym wykonywano również fotografie budowli, przedmiotów, krajobrazów itp. Format carte de visite był jednym z najpopularniejszych w XIX wieku.
Disdéri od 1848 lub 1849 r. prowadził w Breście studio fotograficzne, stosując technikę dagerotypii. W 1853 otworzył atelier w Paryżu, rok później patentując carte de visite – wynalazek będący de facto przekształceniem znanej wówczas od dawna papierowej wizytówki (carte de visite to w języku francuskim właśnie wizytówka), w której nazwisko właściciela i inne napisy zostały zastąpione przez jego podobiznę (niemniej jednak fotograficzne cartes de visite jako wizytówki wykorzystywane były rzadko, jeśli w ogóle). Chociaż Disdéri opatentował ten rodzaj zdjęć, to nie był on jego wynalazcą sensu stricto, bo idea zmniejszenia ówcześnie wykorzystywanych formatów fotografii pojawiała się już wcześniej. 
W porównaniu do ówcześnie wykonywanych portretów, kluczowe było radykalne zmniejszenie formatu jednej fotografii. Zamiast jednego, na jednej płycie Disdéri wykonywał kilka ujęć – początkowo było ich dziesięć, później osiem. W rezultacie cena jednego zdjęcia uległa znaczącemu obniżeniu, zwłaszcza w porównaniu do portretów dagerotypowanych: w drugiej połowie lat 50. portret wykonany w technice dagerotypii kosztował 50–100 franków, podczas gdy cena tuzina portretów typu carte de visite wynosiła 20 franków. Pozwoliło to także na skrócenie czasu wykonania jednej fotografii. 
Moda na zdjęcia w tym formacie zapanowała w Paryżu w 1859 r., gdy w atelier Disdériego sportretowany został Napoleon III Bonaparte i szybko rozprzestrzeniła się po całej Francji oraz Europie (wykonywano je również w Polsce), docierając do USA. Do sukcesu carte de visite przyczyniła się dobra sytuacja gospodarcza w II Cesarstwie, która sprzyjała konsumpcji oraz duża liczebność i zamożność klasy średniej, która stała się głównym odbiorcą portretów tego rodzaju. Przede wszystkim jednak u podstaw ich popularności stała ich dostępność, związana ze stosunkowo niską ceną oraz dużą liczbą zakładów fotograficznych, działających nie tylko w Paryżu (gdzie oprócz Disdériego cartes de visite wykonywały atelier m.in. Pierre'a Petita i Étienne'a Carjata) czy w innych dużych miastach, ale również na prowincji. 
Pojawienie się i upowszechnienie cartes de visite przyczyniło się do umasowienia fotografii. Za sprawą kieszonkowego formatu, ułatwiającego przechowywanie i oglądanie, szybko przeniknęły one do codziennego życia, stając się medium egalitarnym. Po raz pierwszy szerokie masy miały możliwość utrwalenia swoich wizerunków, co do tej pory – za sprawą kosztownych portretów malarskich – zarezerwowane było dla władców, bogatej arystokracji itp. Ponadto dostępne stały się podobizny znanych osobistości (pisarzy, malarzy, muzyków, członków rodzin królewskich, polityków). Nakłady cartes de visite tego typu były bardzo duże, podobnie jak ich oddziaływanie. W Wielkiej Brytanii szczególną popularnością cieszyły się portrety królowej Wiktorii, które w latach 1860–1862 sprzedane zostały w liczbie ok. 3–4 milionów. Zdjęcia sławnych osób kolekcjonowano w całej Europie (i poza nią) na szeroką skalę. Podobnie było z cartes de visite przedstawiającymi znane miasta, pejzaże, zabytki, budynki, którymi zapełniano specjalne albumy. 
Moda na cartes de visite zanikła z końcem lat 60. XIX w. Zostały wyparte przez zdjęcia w większym formacie, tzw. formacie gabinetowym (cartes de cabinets).